# Debbie Bont
Debbie Catharina Bont (Volendam, 9 december 1990) is een Nederlandse handbalspeelster. Ze speelt op de positie rechterhoek voor het Franse Metz Handball.
In december 2019 werd ze met het Nederlands handbalteam wereldkampioen op het wereldkampioenschap handbal vrouwen 2019 in Japan. Sinds 2020 speelt ze voor het Franse team Metz Handball. Eerder speelde ze o.a. voor de Amsterdamse handbalploeg VOC en Volendam.
Bont slaagde in 2009 voor het atheneum aan het Don Bosco College in Volendam en volgt een studie aan de Open Universiteit.

## Onderscheidingen
- Rechterhoekspeelster van het jaar van de Eredivisie: 2008/09, 2010/11